# Arthur Blythe
Arthur Murray Blythe (Los Angeles, 5 luglio 1940 – Lancaster, 27 marzo 2017) è stato un compositore e sassofonista statunitense.

## Biografia
Inizia a suonare il sassofono all'età di nove anni. A New York collabora con Gil Evans, Jack DeJohnette, Chico Hamilton, Lester Bowie e McCoy Tyner. Ha fatto parte dei progetti The Leaders e World Saxophone Quartet. Blythe viene considerato musicista più ortodosso tra quelli nell’epoca del post-free.

## Discografia

### Come leader
| Year | Title                                           | Label            |
| ---- | ----------------------------------------------- | ---------------- |
| 1977 | The Grip                                        | India Navigation |
| 1977 | Metamorphosis                                   | India Navigation |
| 1977 | Bush Baby                                       | Adelphi          |
| 1978 | In the Tradition                                | Columbia         |
| 1978 | Lenox Avenue Breakdown                          | Columbia         |
| 1980 | Illusions                                       | Columbia         |
| 1981 | Blythe Spirit                                   | Columbia         |
| 1982 | Elaborations                                    | Columbia         |
| 1983 | Light Blue: Arthur Blythe Plays Thelonious Monk | Columbia         |
| 1984 | Put Sunshine in It                              | Columbia         |
| 1986 | Da-Da                                           | Columbia         |
| 1987 | Basic Blythe                                    | Columbia         |
| 1996 | Calling Card                                    | Enja             |
| 1996 | Synergy                                         | In + Out         |
| 1991 | Hipmotism                                       | Enja             |
| 1997 | Night Song                                      | Clarity          |
| 1997 | Today's Blues                                   | CIMP             |
| 2000 | Spirits in the Field                            | Savant           |
| 2001 | Blythe Byte                                     | Savant           |
| 2002 | Focus                                           | Savant           |
| 2003 | Exhale                                          | Savant           |

### Collaborazioni
con Synthesis
- Six by Six (Chiaroscuro, 1977), with Olu Dara, a.o.
- Sentiments (Ra, 1979), with Olu Dara, David Murray, a.o.

con The Leaders
- Mudfoot (Black Hawk, 1986)
- Out Here Like This (Black Saint, 1987)
- Unforeseen Blessings (Black Saint, 1988)
- Slipping and Sliding (Sound Hills, 1994)
- Spirits Alike (Double Moon, 2006)

con Roots
- Salutes the Saxophone – Tributes to John Coltrane, Dexter Gordon, Sonny Rollins and Lester Young (In & Out, 1992)
- Stablemates (In & Out, 1993)
- Say Something (In & Out, 1995)

con Santi Debriano and Billy Hart
- 3-Ology (Konnex, 1993)

con Jeff Palmer, John Abercrombie, Victor Lewis
- Ease On (AudioQuest Music, 1993)

con David Eyges and Bruce Ditmas
- Synergy (In & Out, 1997)

con John Abercrombie, Terri Lyne Carrington, Anthony Cox, Mark Feldman, Gust Tsilis
- Echoes (Alessa, 2005)

### Come sideman
con Joey Baron
- Down Home (Intuition, 1997) with Ron Carter and Bill Frisell
- We'll Soon Find Out (Intuition, 1999)

con Lester Bowie
- The 5th Power (Black Saint, 1978)
- African Children (Horo, 1978)

con Jack DeJohnette
- Special Edition (ECM, 1979)

con Gil Evans
- Gil Evans Live at the Royal Festival Hall London 1978 (RCA, 1979)
- The Rest of Gil Evans Live at the Royal Festival Hall London 1978 (Mole Jazz, 1981)
- Parabola (Horo, 1979)
- Live at the Public Theater, Vol. 1 & 2 (Trio (Japan)/Storyville (Sweden), 1980)
- Priestess (Antilles, 1983)
- Sting and Gil Evans – Strange Fruit (ITM, 1993)

con John Fischer
- 6 × 1 = 10 Duos for a New Decade (Circle, 1980)

con Chico Freeman
- Luminous (Jazz House, 1989)
- Focus (Contemporary, 1995)

con Chico Hamilton
- Peregrinations (Blue Note, 1975)
- Chico Hamilton and the Players (Blue Note, 1976)

con Craig Harris
- Cold Sweat Plays J. B. (JMT, 1999)

con Julius Hemphill
- Coon Bid'ness (Freedom, 1972)

con Azar Lawrence
- Bridge into the New Age (Prestige, 1974)

con the Music Revelation Ensemble
- In the Name of... (DIW, 1994)
- Knights of Power (DIW, 1996)

con Woody Shaw
- The Iron Men con Anthony Braxton (Muse, 1977 [1980])

con Horace Tapscott
- The Giant is Awakened (Flying Dutchman, 1969)

con Gust William Tsilis & Alithea
- Pale Fire (Enja, 1988)

con McCoy Tyner
- Quartets 4 X 4 (Milestone, 1980)
- 44th Street Suite (Red Baron,1991)

con the World Saxophone Quartet
- Metamorphosis (Elektra Nonesuch, 1990)
- Breath of Life (Elektra Nonesuch, 1992)